# 馬丁山 (南極洲)
72°48′S 169°14′E / 72.800°S 169.233°E
馬丁山是南極洲的山峰，位於維多利亞地的博克格雷溫克海岸，根據美國地質調查局測量和該國海軍的空中照片繪入地圖，以新西蘭的科學家命名。